# Vdb23/Nulla è andato perso
VdB23/Nulla è andato perso è un album del 2013 di Gianni Maroccolo con la collaborazione di Claudio Rocchi.

## Descrizione
Il disco è stato autoprodotto dagli stessi Maroccolo e Rocchi, e contiene contributi di svariati artisti della scena musicale italiana, legati alla storia musicale di Gianni Maroccolo, quali ad esempio Piero Pelù e Ghigo Renzulli dei Litfiba e Massimo Zamboni dei CCCP - Fedeli alla linea/Consorzio Suonatori Indipendenti.
Finanziato tramite crowdfunding, l'album non è stato inizialmente disponibile sul mercato discografico ordinario, ma soltanto ai sottoscrittori del progetto sul sito www.musicraiser.com. Nel gennaio 2015 Maroccolo ha annunciato l'uscita dell'album anche nei negozi e in tutti i portali digitali. La ristampa, in confezione digipack, è stata pubblicata e curata da Alkemi/Ala Bianca e distribuita da Warner.
È l'ultima opera discografica di Claudio Rocchi, deceduto il 18 giugno 2013, prima della pubblicazione dell'album.

## Tracce
1. Vdb23
2. Torna con me
3. Nulla è andato perso
4. Rinascere Hugs Suite (feat. Miro Sassolini, Monica Matticoli, Cristina Donà, Franco Battiato, Cristiano Godano, Ivana Gatti, Piero Pelù, Massimo Zamboni, Emidio Clementi)
5. La Melodie de Terrence (feat. Ghigo Renzulli)
6. Tutti gli Uomini - Tutte le Donne
7. LD7M (Les Dernierès Sept Minutes de mon Pere)
8. Una Corsa
9. Rigel & Vdb23 (feat. Fabio Peri)

Tutte le musiche sono composte da Gianni Maroccolo, ad eccezione di La Melodie de Terrence (musica di Takeo Watanabe).
Tutti i testi sono di Claudio Rocchi, ad eccezione di Rinascere Hugs Suite (testo di Monica Matticoli, Cristina Donà, Claudio Rocchi, Franco Battiato, Cristiano Godano, Ivana Gatti, Piero Pelù, Massimo Zamboni, Emidio Clementi) e Rigel & Vdb23 (testo di Fabio Peri).
La versione in LP contiene sul lato A i brani 1,2,3 e sul lato B i brani 4,6,9; contiene inoltre un 45 giri sui cui due lati è incluso il brano 7 diviso in due parti.

## Musicisti
- Claudio Rocchi - voce, chitarra acustica e chitarra elettrica
- Gianni Maroccolo - basso & electronics

### Altri musicisti
- Miro Sassolini - voce in Rinascere Hugs Suite
- Monica Matticoli - voce in Rinascere Hugs Suite
- Cristina Donà - voce in Rinascere Hugs Suite
- Franco Battiato - voce in Rinascere Hugs Suite
- Cristiano Godano - voce in Rinascere Hugs Suite
- Ivana Gatti - voce in Rinascere Hugs Suite
- Piero Pelù - voce in Rinascere Hugs Suite
- Massimo Zamboni - voce e chitarra elettrica in Rinascere Hugs Suite
- Emidio Clementi - voce in Rinascere Hugs Suite
- Ghigo Renzulli - assolo di chitarra in La Melodie de Terrence
- Fabio Peri - voce narrante in Rigel & Vdb23
- Beppe Brotto - sitar, esraj in Rinascere Hugs Suite, LD7M (Les Dernières Sept Minutes de mon Père) e Rigel & Vdb23
- Alessandra Celletti - pianoforte in Rinascere Hugs Suite e Una Corsa
- Fulvio at Renzi - violino in Una corsa